# 바인 콧

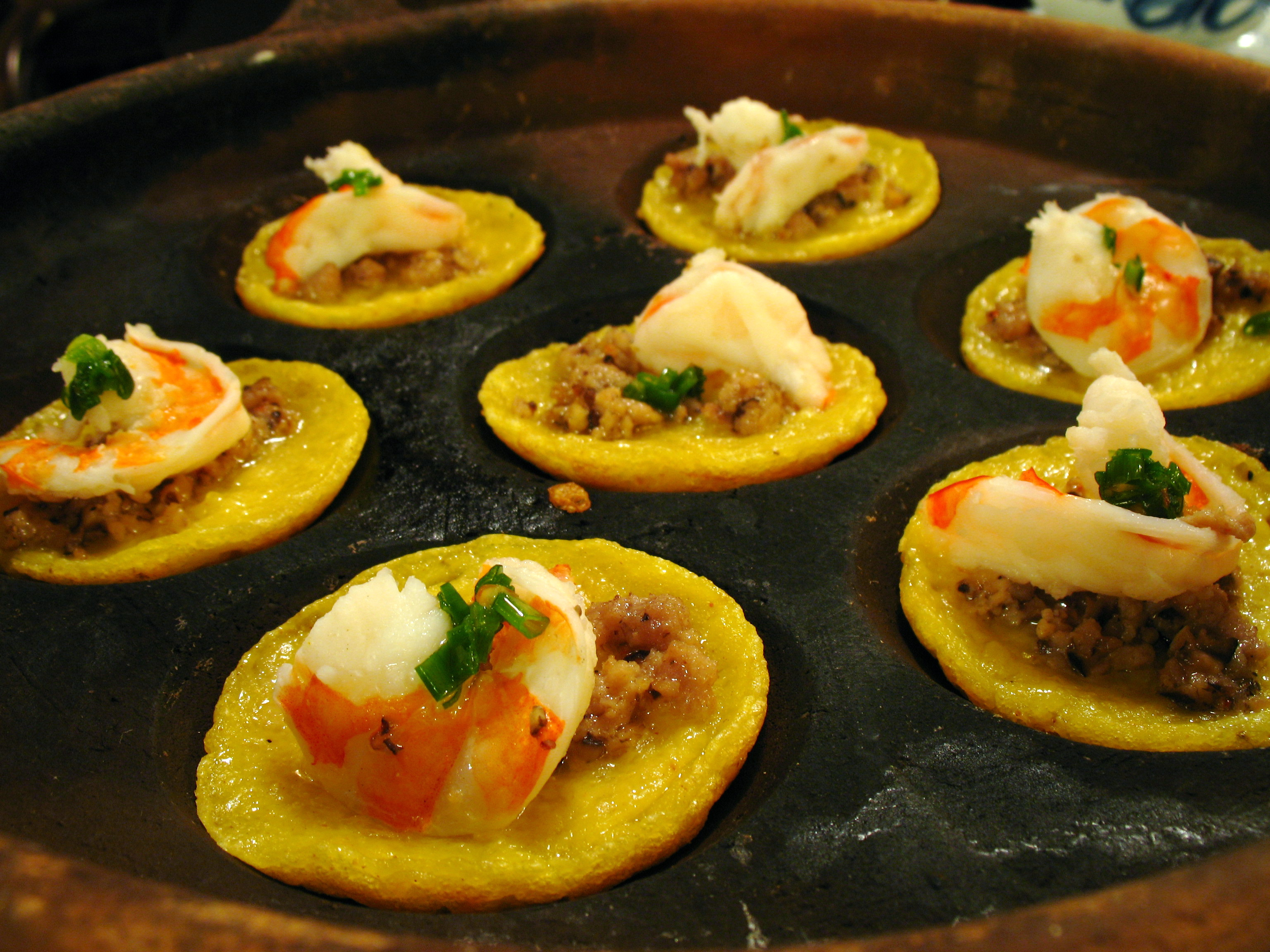
바인 콧

바인 콧(베트남어: bánh khọt)은 쌀가루 반죽물을 작게 부쳐 만든 베트남 음식이다. 반죽에 카사바녹말이나 강황가루, 코코넛밀크를 넣어 부치기도 하며, 토핑으로는 보통 새우를 올린다. 호찌민 등 남부 지방에서 즐겨 먹는 음식이며, 길거리 음식으로도 인기가 좋다. 허브, 채소 절임, 느억쩜 등을 곁들여 먹는다.

## 같이 보기
- 바인 쌔오